# This Is The Night
「This Is The Night」は、2023年1月18日にリリースされたMONKEY MAJIKの配信限定シングル。今作はGAGLEとのコラボ作品となっており、「クリスマスキャロルの頃には　-NORTH FLOW-」以来のコラボレーションとなっている。Date fm開局40周年記念ソング。

## 収録曲
1. This Is The Night

- Date fm 開局40周年記念ソング